# Rafael Fernandes
Rafael Fernandes är en kommun i Brasilien.   Den ligger i delstaten Rio Grande do Norte, i den östra delen av landet, 1 500 km nordost om huvudstaden Brasília. Antalet invånare är 4 692.
Omgivningarna runt Rafael Fernandes är huvudsakligen savann. Runt Rafael Fernandes är det ganska glesbefolkat, med 22 invånare per kvadratkilometer.